# Sverigelotten
Sverigelotten är en skraplott från Folkspel som introducerades 6 februari 2004, med vinst på var fjärde lott. Förutom att köpa lotten av föreningar och i butiker går det även att köpa lotten på nätet i Bingolottos spelhall på nätet. Lotten kostar 25 kronor, varav 8 kronor tillfaller det svenska föreningslivet. På lotten finns det tio fält som man skrapar. Får man tre lika vinner man den vinst som står på fältet. Får man fyra lika vinner man dubbelt. När skraplotten introducerades fanns det möjlighet att vinna högvinstspelet. Det innebar från början att vinnaren fick komma till Sportsverige och tillsammans med Magdalena Forsberg.
När hösten 2004 startade lämnade dragningen TV-programmet Sportsverige för att få en egen TV-sändning i SVT tillsammans med Magdalena Forsberg. På våren 2005 flyttade högvinstdragningen till TV4. Under våren 2005 sändes även Sverigelottens Alla mot en i TV4. För att få plats på läktaren skickade man in en nitlott och fick hoppas på turen att bli dragen. I programmet hade man också fler vinstchanser om man hade en lott. När Rickard Olsson tog över Bingolotto började man spela högvinstspelet i programmet, något som man fortsatte med ett antal år. Numera redovisas högvinstspelen på Youtube.
När Gunde Svan började leda Bingolotto tog han under sin andra säsong fram spelet "Sverigelotten" som dolde sig bakom en port. I det spelet väljer vinnaren en av flera Sverigelotter. Samtliga har vinstgaranti och ger vinnaren en vinstsumma på minst 15 000 kronor. Spelet fanns även kvar när Rickard Olsson och Lotta Engberg ledde programmet. 2008  ersattes högvinstspelet av högvinster direkt på skrapfältet, vilket gjorde att man, förutom kontanter, även började kunna vinna vinster som resor och bilar.  Sen 2015 vinner man enbart kontanter på lotten. 2019 lanserades Sverigelotten Premium som kostar 50 kronor.